# 1491
1491 (MCDXCI) a fost un an comun al calendarului iulian, care a început într-o zi de sâmbătă.

## Nașteri
- 28 iunie: Henric VIII, rege al Angliei (1509-1547), (d. 1547)
- 23 octombrie: Ignațiu de Loyola, călugăr basc, întemeietorul ordinului iezuit (d. 1556)

## Decese
- 30 iunie: Thomas Altemberger, primar al Sibiului și jude regal (n. 1431)